# سيبو (ماليزيا)
سيبو هي بلدة، في ماليزيا، تقع في سراوق، بلغ عدد سكانها 247,995 نسمة، تبلغ مساحتها 8,278 كيلومتر مربع.

## المناخ
يظهر الجدول التالي التغييرات المناخية على مدار السنة لسيبو:
| البيانات المناخية لـسيبو                   | البيانات المناخية لـسيبو | البيانات المناخية لـسيبو | البيانات المناخية لـسيبو | البيانات المناخية لـسيبو | البيانات المناخية لـسيبو | البيانات المناخية لـسيبو | البيانات المناخية لـسيبو | البيانات المناخية لـسيبو | البيانات المناخية لـسيبو | البيانات المناخية لـسيبو | البيانات المناخية لـسيبو | البيانات المناخية لـسيبو | البيانات المناخية لـسيبو |
| الشهر                                      | يناير                    | فبراير                   | مارس                     | أبريل                    | مايو                     | يونيو                    | يوليو                    | أغسطس                    | سبتمبر                   | أكتوبر                   | نوفمبر                   | ديسمبر                   | المعدل السنوي            |
| ------------------------------------------ | ------------------------ | ------------------------ | ------------------------ | ------------------------ | ------------------------ | ------------------------ | ------------------------ | ------------------------ | ------------------------ | ------------------------ | ------------------------ | ------------------------ | ------------------------ |
| متوسط درجة الحرارة الكبرى °م (°ف)          | 30.6 (87.1)              | 31.2 (88.2)              | 32.0 (89.6)              | 32.8 (91.0)              | 33.0 (91.4)              | 32.8 (91.0)              | 32.7 (90.9)              | 32.6 (90.7)              | 32.2 (90.0)              | 32.1 (89.8)              | 31.9 (89.4)              | 30.3 (86.5)              | 32.0 (89.6)              |
| متوسط درجة الحرارة الصغرى °م (°ف)          | 22.6 (72.7)              | 22.7 (72.9)              | 22.8 (73.0)              | 23.0 (73.4)              | 23.1 (73.6)              | 22.9 (73.2)              | 22.5 (72.5)              | 22.6 (72.7)              | 22.7 (72.9)              | 22.7 (72.9)              | 22.7 (72.9)              | 22.8 (73.0)              | 22.8 (73.0)              |
| معدل هطول الأمطار مم (إنش)                 | 368.3 (14.50)            | 257.6 (10.14)            | 301.2 (11.86)            | 287.2 (11.31)            | 227.6 (8.96)             | 193.0 (7.60)             | 168.2 (6.62)             | 217.6 (8.57)             | 277.5 (10.93)            | 275.6 (10.85)            | 294.7 (11.60)            | 360.4 (14.19)            | 3٬228٫9 (127.12)         |
| متوسط الأيام الممطرة (≥ 1.0 mm)            | 19                       | 15                       | 17                       | 16                       | 15                       | 12                       | 12                       | 14                       | 16                       | 18                       | 19                       | 20                       | 193                      |
| ساعات سطوع الشمس الشهرية                   | 129.4                    | 133.1                    | 151.4                    | 175.4                    | 193.2                    | 189.9                    | 197.3                    | 180.9                    | 151.2                    | 165.9                    | 162.7                    | 147.5                    | 1٬977٫9                  |
| المصدر #1: المنظمة العالمية للأرصاد الجوية |                          |                          |                          |                          |                          |                          |                          |                          |                          |                          |                          |                          |                          |
| المصدر #2: NOAA (sun, 1971–1990)           |                          |                          |                          |                          |                          |                          |                          |                          |                          |                          |                          |                          |                          |

## معرض صور

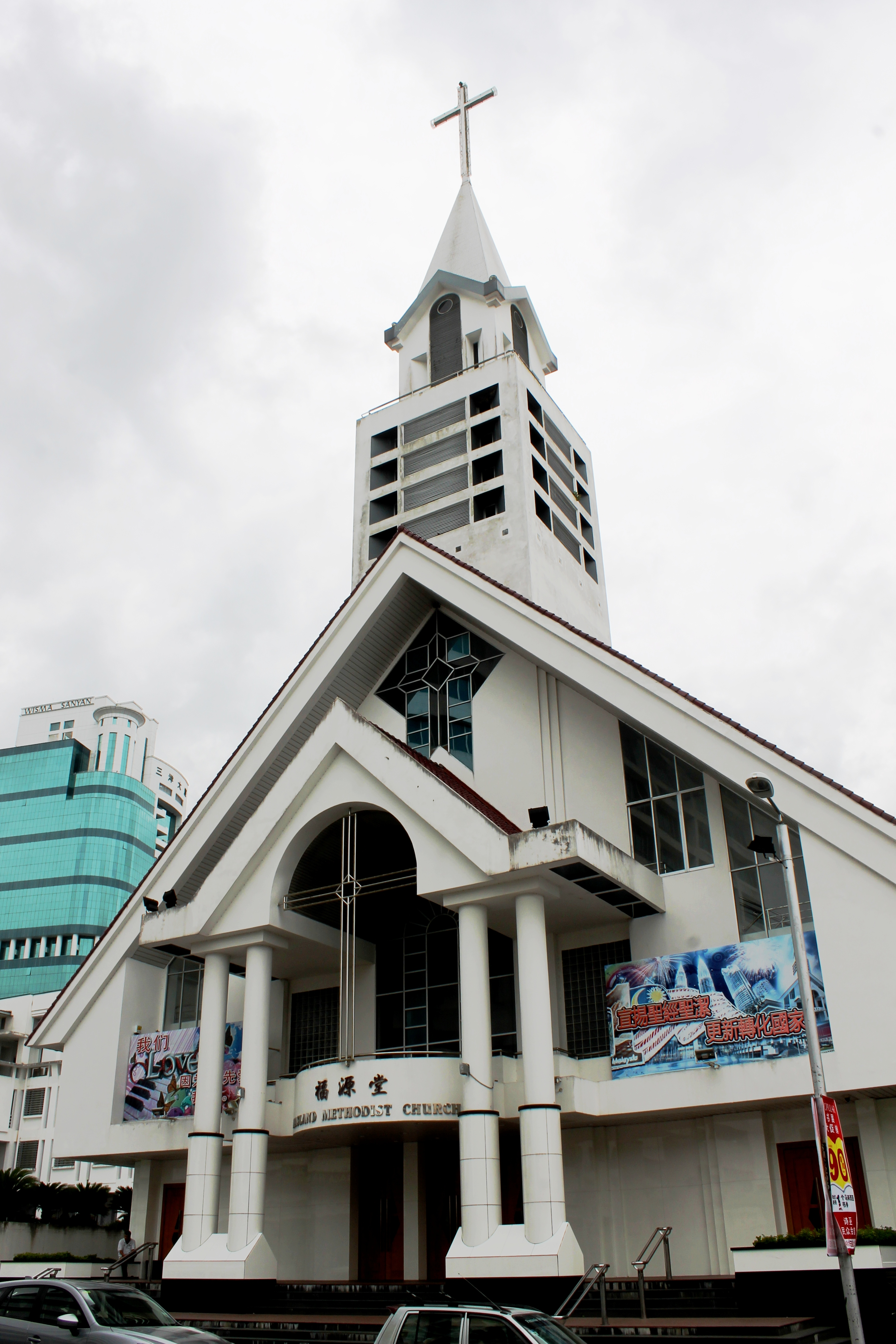
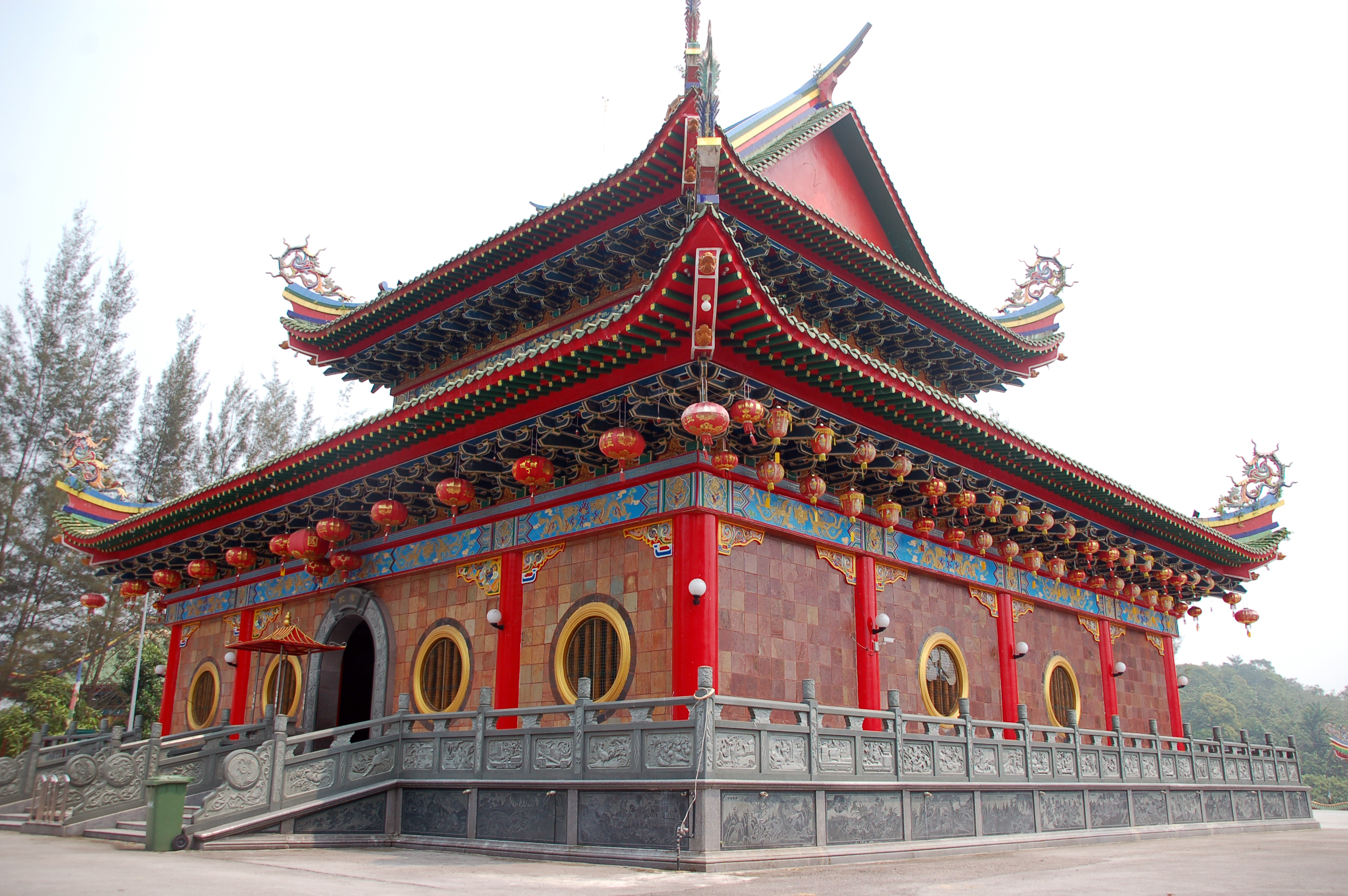
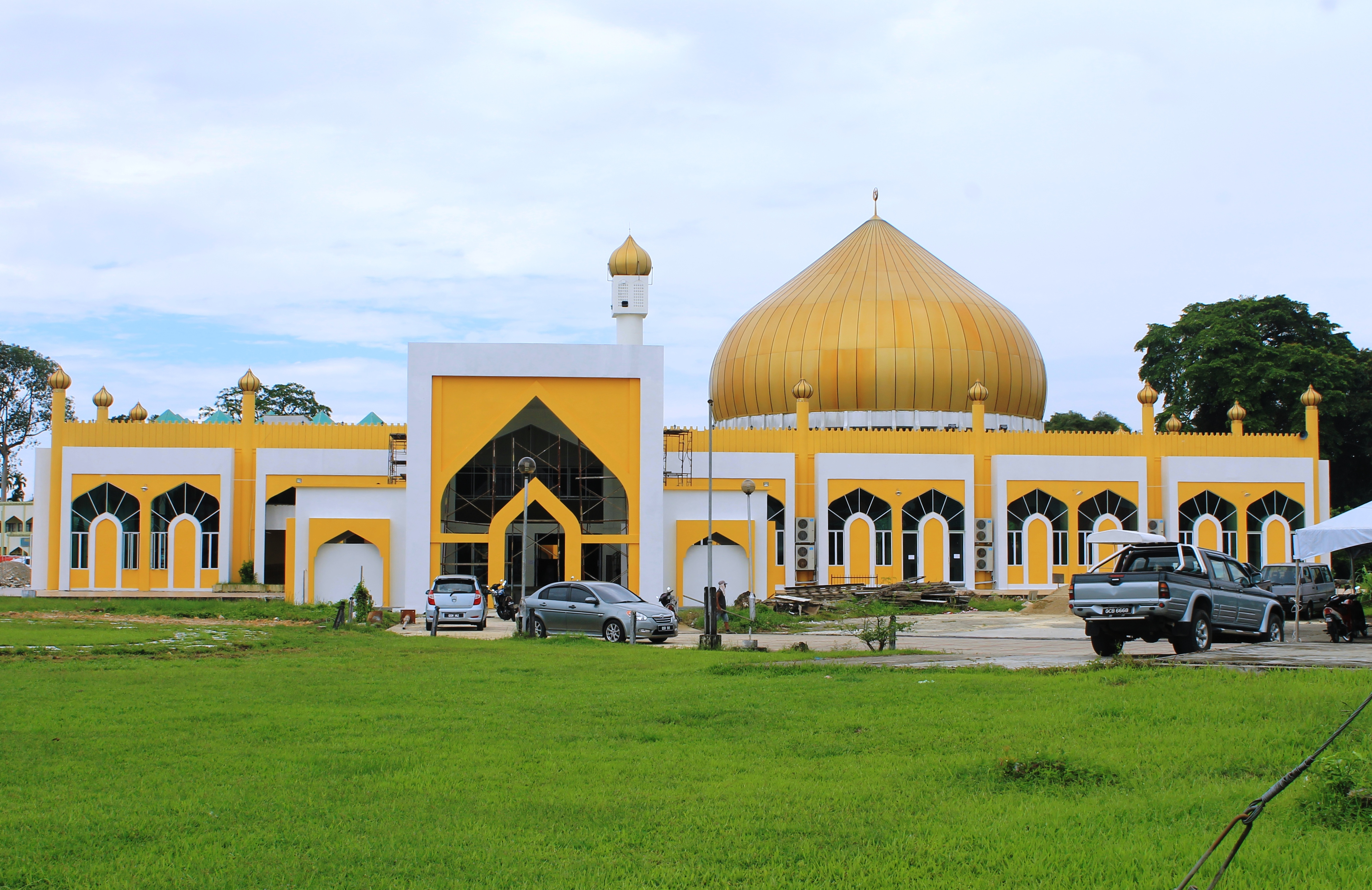

## مدن توأم
المدن التوأم:
- سينغكوانغ.

## أعلام
- روبرت لاو
- ألان لينغ